# Chronisch-traumatische Enzephalopathie
Die chronisch-traumatische Enzephalopathie (CTE) bzw. Dementia pugilistica (lateinisch dementia „Wahnsinn“, pugilistica „faustkämpferisch“), auch als Boxer-Enzephalopathie, faustkämpferisches Parkinson-Syndrom, Boxer-Syndrom oder Punch-Drunk-Syndrom bekannt, ist eine neurale Dysfunktion, die nach häufigen Schlägen oder Stößen auf den Kopf auftritt. Zu den Symptomen gehören kognitive Defizite, Wesens- und Verhaltensveränderungen sowie Bewegungsstörungen. Mittlerweile ist die sport-neutrale Bezeichnung CTE am geläufigsten geworden. Der Begriff Punch Drunk wurde früher allgemein für zweitklassige Kämpfer, die zu Trainingszwecken eingesetzt wurden, verwendet. CTE wird in der internationalen Klassifikation von Krankheiten ICD-10 mit F07.81 (Postconcussional syndrome) kodiert. Die seit 1. Januar 2022 gültige elfte Version ICD-11 kodiert CTE mit 8A00.25.

## Symptome
Klinisch ist CTE mit unspezifischen kognitiven Störungen wie zunehmendem Gedächtnisverlust, Störung der Exekutivfunktionen und Verhaltens- und Persönlichkeitsveränderungen assoziiert. Daneben kann es zu Bewegungsstörungen wie Parkinsonismus, Sprechstörungen, verlangsamtem Gang sowie Depressionen, Angststörung, Aggressivität und eventueller Demenz kommen. Bei einigen Patienten zeigen sich auch Motoneuronerkrankungen, die klinisch der amyotrophen Lateralsklerose ähneln. Die Symptome sind meist, trotz Beendigung der repetitiven Schädel-Hirn-Traumata, progressiv.
Die Krankheit kann in vier Stufen eingeteilt werden.
Zugrunde liegen Post-mortem-Untersuchungen, die mit vor dem Tod ermittelten Verhaltensauffälligkeiten in Bezug gesetzt wurden.
- Stufe I: Kopfschmerzen, Aufmerksamkeits- und Konzentrationsdefizite
- Stufe II: zusätzliche Symptome wie Depression, Gefühlsausbrüche, beeinträchtigtes Kurzzeitgedächtnis
- Stufe III: kognitive Beeinträchtigungen, Probleme bei der Planung und Organisation von Alltagstätigkeiten, Multitasking-Probleme, Mängel im Beurteilungsvermögen
- Stufe IV: ausgeprägte Demenz mit starken Gedächtnis- und kognitiven Störungen, die die Alltagsbewältigung unmöglich machen

Die Gewissheit der als typisch geltenden Symptome ist eingeschränkt, weil die meisten Veröffentlichungen sich auf professionelle Sportler beziehen und durch diese spezielle Gruppe verzerrt sein könnten. Erschwerend tritt hinzu, dass CTE als klinische Verdachtsdiagnose für jeden Schweregrad der Erkrankung und jeden Zeitpunkt im Verlauf der Erkrankung genutzt wird, womit letztlich sehr heterogene Symptome unter den Begriff fallen. Die in Studien erhobenen Symptome sind meist retrospektiv, unterliegen einem erheblichen Recall Bias und wurden nicht nach genormten neuropsychologischen Testverfahren erhoben. Manche Forscher lehnen es ab, von einem typischen Symptom oder diagnostisch-klinischen Kriterien zu sprechen. CTE taucht nicht in den Vorschlägen zum Umgang mit sportlichbedingten Gehirnerschütterungen von 2023 auf. Die Autoren sehen nicht genügend Evidenz für CTE. Die Forschung bemüht sich zurzeit, zuverlässige klinische Kriterien zu entwickeln.

## Pathologie

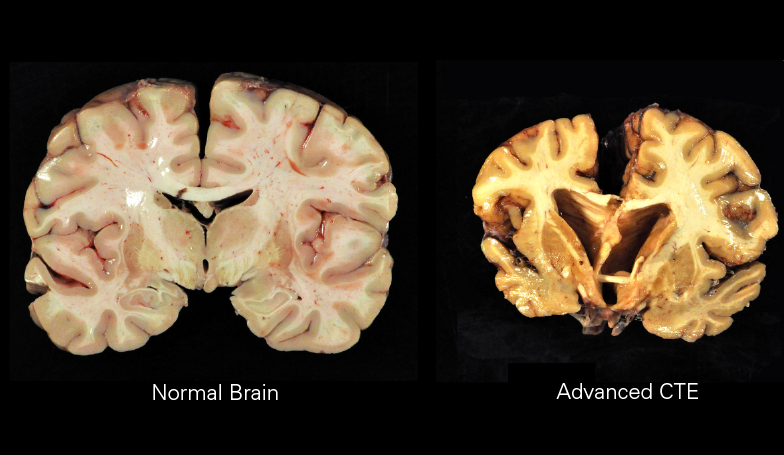
Links ein normales Gehirn und rechts ein Gehirn mit fortgeschrittener CTE

CTE ist eine eigenständige neurologische Erkrankung (langsam fortschreitende Tauopathie) mit eindeutig durch Außeneinwirkungen (Kopfverletzungen) begründeter Ursache. Nach heutigem Wissensstand ist jeder neuropathologisch bestätigte CTE-Fall mit früheren wiederholten Schlägen oder Stößen an den Kopf verbunden. Die neurale Degeneration ist vermutlich Folge kleiner, traumatisch bedingter Blutungen. CTE tritt meist Jahre nach Beendigung einer Sportkarriere mit progressivem Verlauf auf. Bei 34 American-Football-Spielern, deren Gehirn nach ihrem Tod histologisch untersucht wurde, korrelierte der Ausprägungsgrad der CTE mit der Dauer der Sportausübung, der Zeit nach Beendigung der Sportkarriere und dem Todesalter.
CTE kann bislang noch nicht eindeutig klinisch diagnostiziert werden, sondern erst post mortem durch histologische Aufarbeitung des Gehirns.
Neuropathologisch zeigt sich eine Atrophie der Großhirn-Hälften, des medialen Temporallappens, des Thalamus, der Mamillarkörper und des Hirnstammes, einhergehend mit Ventrikelerweiterungen. Mikroskopisch findet man abnormale Ablagerungen von hyperphosphorylierten Tau-Proteinen in Form von neurofibrillären Aggregaten, Aggregaten in glialen Astrozyten und Neuropil-Fäden im ganzen Gehirn. Diese führen allmählich zum Absterben von Gehirnzellen. Die neurofibrilläre Degeneration bei CTE unterscheidet sich von anderen Tauopathien darin, dass vorwiegend die oberflächlichen Schichten der Großhirnrinde betroffen sind und eine fleckenartige Verteilung in der frontalen und temporalen Großhirnrinde auftritt. Auch die auffällige Anreicherung von Tau-Proteinen in den Astrozyten ist charakteristisch. Es wird vermutet, dass wiederholte Schädel-Hirn-Traumata, die mit einer Gehirnerschütterung verknüpft sind oder auch ohne Symptome einer Gehirnerschütterung also unterschwellig bleiben, für die neurodegenerativen Veränderungen verantwortlich sind, die sich in der Anreicherung der hyperphosphorylierten Tau-Proteine und von TDP-43-Proteinen äußern.

## Fälle
Mindestens 69 Fälle von CTE sind zwischen den Jahren 2000 und 2015 in der Literatur berichtet worden. Sehr häufig ist das CTE-Syndrom bei langjährig aktiven Boxern oder American-Football-Spielern, aber auch bei alkoholabhängigen Menschen, die oft Stürze erleiden und sich durch ihre verminderte Reaktionsfähigkeit nicht auffangen können. Naturgemäß ist die Zahl häufiger Kopfstöße und damit das CTE-Risiko in den Kollisionssportarten Boxen und American Football besonders hoch. Hier können die Spieler pro Jahr mehr als 1000 Stöße erleben, ohne dass diese bereits symptomatische Gehirnerschütterungen auslösen. Auch im Wrestling und Rugby sowie im Eishockey, Handball, Lacrosse, Skifahren, Karate, Judo, Ringen, Pferdereiten, Fallschirmspringen und Fußball wurden wiederholte innere Kopfverletzungen mit gravierenden Langzeitfolgen beobachtet.

### American Football
Der Neuropathologe Bennet Omalu veröffentlichte in den Jahren 2005, 2006 und 2010 drei neurohistologische Fallstudien von CTE bei ehemaligen amerikanischen Profi-Football-Spielern. Diese Fälle betrafen die NFL-Spieler Mike Webster (1952–2002), Terry Long (1959–2005) und Andre Waters (1962–2006). Im 2016 erschienenen Kinofilm Erschütternde Wahrheit wird die Geschichte einiger dieser Spieler aufgegriffen.
Weitere Beispiele bekannter NFL-Spieler, die an einem CTE-Syndrom litten, sind Tom McHale (1963–2008), Justin Strzelczyk (1968–2004), Dave Duerson (1960–2011) und Chris Henry (1983–2009), der erste bekannte Fall eines noch aktiven Football-Spielers mit dieser Erkrankung.
Im Januar 2016 tötete sich der ehemalige Runningback Lawrence Phillips (1975–2016) in seiner Gefängniszelle selbst. Er war durch etliche Gewalttaten straffällig geworden. Seine Familie stellte Phillips’ Gehirn dem CTE Center der Boston University für Post-mortem-Untersuchungen auf CTE zur Verfügung. Ebenso beging der ehemalige Tight End Aaron Hernandez 2017 im Alter von 27 Jahren Suizid, nachdem er 2015 wegen Mordes verurteilt worden war. Er litt an CTE in einem fortgeschrittenen Stadium, das Forscher sonst nur bei erkrankten Spielern fanden, die im Schnitt 40 Jahre älter waren als Hernandez.
In Deutschland berichtete am 8. April 2017 erstmals die Süddeutsche Zeitung vom Zusammenhang zwischen American Football und CTE in Europa. Der erste Quarterback der deutschen Nationalmannschaft, der Ansbacher Erich Grau, zeigt seit fast zwanzig Jahren Symptome, wie sie für CTE typisch sind.
Beim ehemaligen NFL-Spieler Phillip Adams, der am 7. April 2021 sechs Personen und sich selbst tötete, wurde im Rahmen seiner Autopsie eine ungewöhnlich stark ausgeprägte Form von CTE diagnostiziert.

### Baseball
Bei dem Baseball-Spieler Ryan Freel (1976–2012) wurde nach seinem Suizid bei der Hirn-Obduktion CTE festgestellt. Freel war der erste Major-League-Baseball-Spieler mit einer solchen Diagnose. Aus seiner Karriere sind neun oder zehn Gehirnerschütterungen berichtet.

### Boxen
Bekannte Opfer im Boxen, die vermutlich an CTE erkrankt waren, sind Jack Dempsey (1895–1983), Joe Louis (1914–1981), Beau Jack (1921–2000), Jerry Quarry (1945–1999) sowie Sugar Ray Robinson (1921–1989) und Bobby Chacon. Bei Paul Pender (1930–2003) wurde CTE in einer neuropathologischen Untersuchung seines Gehirns postum identifiziert. Muhammad Ali hingegen litt vermutlich an einer boxsportbedingten Form von Morbus Parkinson, ebenso wie Freddy Roach. Ein Zusammenhang ihrer Erkrankungen mit dem Boxen ist nicht hinreichend sicher belegt.

### Bullenreiten
Der erste Fall von CTE im professionellen Bullenreiten wurde 2017 veröffentlicht. Es betraf den im Alter von 25 Jahren durch Suizid verstorbenen kanadischen Reiter Ty Pozzobon, der innerhalb von 10 Jahren 15 Kopfverletzungen erlitten hatte, darunter die erste diagnostizierte Gehirnerschütterung im Alter von 16 Jahren.

### Eishockey
Im professionellen Eishockey wurden bislang fünf Fälle von CTE diagnostiziert, nämlich bei den ehemaligen NHL-Spielern Reg Fleming (1936–2009), Bob Probert (1965–2010), Rick Martin (1951–2011), Derek Boogaard (1982–2011) und Steve Montador (1979–2015). Montador, dessen Familie die NHL auf Kostenerstattung verklagt hat, erlitt 2003 mindestens drei Gehirnerschütterungen binnen sechs Monaten, 2010 mindestens vier in neun Monaten und 2012 mindestens vier innerhalb von drei Monaten.

### Fußball
Im Fußball ist Chronisch-traumatische Enzephalopathie bei zwei bekannten professionellen Spielern diagnostiziert worden, nämlich bei Jeff Astle (1942–2002) und Hilderaldo Bellini (1930–2014). Beide entwickelten schwere Formen der CTE. Bei einem dritten Fußballspieler, der 16 Jahre lang als Stürmer in der englischen Premier League gespielt hatte und 70-jährig dement starb, wurden die für CTE typischen anatomischen und histopathologischen Merkmale, wie prominente Atrophien im entorhinalen Cortex, Hippocampus und den Mammillarköpern sowie taupositive neurofibrilläre Bündel im Neocortex, in einer wissenschaftlichen Veröffentlichung beschrieben.
Auch bei dem halbprofessionellen Fußballspieler Patrick Grange (1982–2012) wurde postum CTE der Stufe II festgestellt.

### Mixed Martial Arts
Der erste MMA-Kämpfer, bei dem postum CTE diagnostiziert wurde, ist Jordan Parsons (1990–2016), der im Mai 2016 25-jährig durch einen Autounfall starb.

### Rugby
Ein sehr schwerwiegender Fall von CTE (Stufe IV) wurde bei dem 77-jährigen ehemaligen australischen Rugby-Spieler Barry ‚Tizza‘ Taylor (1936–2013) festgestellt, der 19 Jahre lang wettkampfmäßig Rugby spielte und dabei 235 Spiele für das Profiteam Manly Rugby Union bestritt. Taylor starb hochgradig dement und hatte zehn Jahre vor seinem Tod zunehmende kognitive Probleme entwickelt.

### Wrestling
Im professionellen Wrestling sind unter anderem die Fälle von Chris Benoit (1967–2007) und Andrew „Test“ Martin (1975–2009) bekannt. Martin starb im Alter von 33 Jahren an einer Überdosis eines Medikaments.
Der WWE-Wrestler Daniel Bryan wurde im Februar 2016 aus medizinischen Gründen zunächst zum Rücktritt vom aktiven Sport gezwungen, weil bei einer Vorsorgeuntersuchung Gehirnprobleme nachgewiesen wurden und weil er nach Gehirnerschütterungen Krampfanfälle entwickelt hatte. Er hatte in seiner Karriere zu diesem Zeitpunkt mindestens zehn Gehirnerschütterungen erlitten, allein drei innerhalb der ersten fünf Monate. Bryan äußerte sich so: “The truth is, I’ve been wrestling since I was 18 years old, and within the first five months of my wrestling career, I’d already had three concussions. And for years after that, I would get a concussion here and there, here or there, and then it gets to the point when you’ve been wrestling for 16 years, that adds up to a lot of concussions. It gets to a point where they tell you that you can’t wrestle anymore.” Bryan ist seit 2018 jedoch wieder als Wrestler aktiv.
Der US-amerikanische WWE-Wrestler Balls Mahoney starb 44-jährig im April 2016. Im Oktober 2016 wurde nach einer Autopsie seines Gehirns vom forensischen Pathologen Bennet Omalu bekanntgegeben, dass er an CTE litt.

## Geschichtliches
Bereits im Jahr 1928 wurde die Krankheit erstmals vom Pathologen Harrison Martland aus New Jersey unter der Bezeichnung Punch Drunk namentlich erwähnt. Martland beschrieb in seiner Veröffentlichung Symptome wie verlangsamte Bewegungen, Zittern, Konfusion und Probleme beim Sprechen.
Eine histopathologische Untersuchung hinsichtlich anatomischer Gehirnveränderungen stammt aus dem Jahr 1954. Bei dem darin beschriebenen Boxer, der 51-jährig an einer Gehirnblutung verstarb, war eine Verschwommenheit der Sprache, Vergesslichkeit und Reizbarkeit beschrieben worden. Im letzten Lebensjahr litt er an Parkinson und Demenz. Sein Gehirn wies senile Plaquebildung mit in der Hirnrinde festgestellten Neurofibrillen auf sowie ein verringertes Volumen des Kleinhirns.
Über viele Jahre hinweg wurde danach in einer Reihe von isolierten Einzelfällen über Anzeichen und Symptome von CTE bei ehemaligen Boxern berichtet. Dadurch stützte sich die Erklärung dieses Syndroms lange Zeit allein auf anekdotische Evidenz sowie Analogien und Vermutungen. 1966 wurde der Begriff CTE erstmals in der medizinischen Literatur eingeführt.
Im Jahr 1973 erschien die Publikation Das Nachspiel des Boxens (The aftermath of boxing), in der die Befunde von 15 neuropathologisch untersuchten ehemaligen Boxern zusammengestellt wurden. Daraus ergab sich erstmals die Abstufung von CTE in mehrere Schweregrade.
In einem Übersichtsartikel aus dem Jahr 2009 wurden 51 Fälle von CTE analysiert, die bis dahin neuropathologisch bestätigt worden waren. Bei diesen 51 Fällen traten 46 (90 %) bei Profisportlern auf. Unter den betroffenen Sportlern waren 39 Boxer (85 %), fünf American-Football-Spieler (11 %) sowie ein Profi-Wrestler und ein Fußballspieler. Im Durchschnitt waren die Boxer 14,4 Jahre und die Football-Spieler 18,4 Jahre aktiv gewesen.
Eine sehr große Kohorte kommt aus dem Jahr 2015 und umfasst 153 Fallstudien, alle zwischen 1954 und 2013 neuropathologisch berichtete Fälle von CTE. Unter den 153 Fällen befanden sich 69 (45,1 %) ehemalige Boxer, 63 (41,2 %) ehemalige Amateur- und Profi-Football-Spieler, 5 (3,3 %) ehemalige Eishockey-Spieler, 6 (3,9 %) ehemalige Kriegsveteranen und 3 (2,0 %) ehemalige Profi-Wrestler. Die Metastudie wurde von der NFL und den Pittsburgh Steelers finanziell gefördert und von Joseph Maroon geleitet, der Berater und Neurochirurg für die Pittsburgh Steelers und medizinischer Direktor für World Wrestling Entertainment ist. In der Studie werden geringfügige Gehirnverletzungen (mild traumatic brain injuries) als alleiniger Risikofaktor für CTE identifiziert. Es wurde kein Zusammenhang zwischen CTE und Sterbealter hergestellt. Auch Suizid und prämorbide Demenz waren nicht stark mit CTE assoziiert. Die Autoren schlussfolgerten, dass die Inzidenz von CTE aufgrund des Mangels an Longitudinalstudien im Unklaren bleibt (“We conclude that the incidence of CTE remains unknown due to the lack of large, longitudinal studies.”) Ob mehrfache Kopfstöße mit erschütternden und sub-erschütternden Auswirkungen ursächlich zur CTE führen, bleibt damit weiterhin spekulativ.
Ebenfalls aus dem Jahr 2015 kommt eine gemeinsame neurohistologische Studie der Mayo-Klinik in Florida und der Boston University, die an 1.721 Gehirnen von männlichen Verstorbenen mit neurodegenerativen Störungen durchgeführt wurde. Kortikale Tau-Proteine dienten als Marker für die CTE-Diagnose. 21 von 66 früheren Athleten, die als Jugendliche in amerikanischen High Schools Kontaktsportarten auf dem Amateurniveau betrieben hatten, zeigten eine Tauopathie. Im Gegensatz dazu wurde bei keinem von 198 Untersuchten, die ohne Kontaktsporterfahrung geblieben waren, eine Tauopathie erkannt. 33 von diesen hatten im Einzelfall jedoch traumatische Hirnverletzungen erlebt, durch Stürze, Motorradunfälle oder häusliche Gewalt. Da die neurohistopathologischen CTE-Symptome nur bei denjenigen Individuen entdeckt wurden, bei denen eine Teilnahme an Kontaktsportarten dokumentiert war, wurde geschlussfolgert, dass dieser Kontakt das größte Risiko darstellt, um an CTE zu erkranken.
Vor dem Hintergrund der anhaltenden Debatte bezüglich Prävalenz und Kausalzusammenhang wurde 2012 auf der ‚4. Internationalen Konsenskonferenz zum Thema Gehirnerschütterung im Sport‘, die von der FIFA mitorganisiert und gastgeberisch in Zürich abgehalten wurde, ein Konsens folgenden Inhalts erzielt:

“Clinicians need to be mindful of the potential for long-term problems in the management of all athletes. However, it was agreed that chronic traumatic encephalopathy (CTE) represents a distinct tauopathy with an unknown incidence in athletic populations. It was further agreed that a cause and effect relationship has not as yet been demonstrated between CTE and concussions or exposure to contact sports. At present, the interpretation of causation in the modern CTE case studies should proceed cautiously. It was also recognized that it is important to address the fears of parents/athletes from media pressure related to the possibility of CTE.”

„Mediziner müssen bei der Behandlung aller Athleten das Potenzial für langfristige Probleme im Auge behalten. Man war sich jedoch einig, dass es sich bei der chronisch traumatischen Enzephalopathie (CTE) um eine eigenständige Tauopathie bei Athleten handelt, mit unbekannter Häufigkeit. Man war sich ferner einig, dass ein kausaler Zusammenhang zwischen CTE und Gehirnerschütterungen oder Kontaktsportarten bisher nicht nachgewiesen werden konnte. Zum gegenwärtigen Zeitpunkt sollte bei der Interpretation der Kausalität in den modernen CTE-Fallstudien Vorsicht walten. Es wurde auch anerkannt, dass es wichtig ist, auf die Ängste der Eltern/Athleten einzugehen, die durch den Druck der Medien im Zusammenhang mit der Möglichkeit von CTE entstehen.“

In den Vereinigten Staaten von Amerika stellen zunehmend Sportler ihre Gehirne für postume CTE-Analysen zur Verfügung, z. B. die 192-malige Ex-Fußballnationalspielerin und Weltmeisterin Brandi Chastain (* 1968) sowie der NASCAR-Fahrer Dale Earnhardt junior (* 1974), die beide 2016 bekanntgaben, ihr Gehirn bei ihrem Tod zu spenden. Chastain hatte sich zuvor bereits für ein Verbot von Kopfbällen im Jugendfußball eingesetzt; Earnhardt hat zahlreiche Gehirnerschütterungen erlitten.

### Gefährdung junger Sportler
Eine Studie der amerikanischen Fachzeitschrift JAMA Neurology vom August 2023 weist nach, wie stark bereits junge Menschen gefährdet sind. Die Forschung basiert auf der Arbeit am CTE Center der Boston University, die eine entsprechende Gehirnbank von 152 Gehirnen toter Sportler in der Altersgruppe unter 30 besitzt. Die Mehrheit der jungen Sportler hatte an der Highschool und am College Football gespielt, an den Gehirnen wiesen 41,4 Prozent die für CTE typischen Veränderungen auf.

## CTE im Tiermodell
Im Jahr 2015 wurden in einer Veröffentlichung Tierversuche an Ratten und Mäusen zur Untersuchung von CTE zugrunde gelegt. Dazu wurden bei Ratten traumatische Gehirnverletzungen durch Druckwellen über Detonationen erzeugt und bei Mäusen Schädel-Hirn-Traumata pneumatisch ausgelöst. In standardisierten Tests wurden anschließend impulsives Verhalten und kognitive Defizite quantitativ erfasst und hyperphosphorylierte Tau-Proteine wurden postum immunhistochemisch analysiert. Die traumatisierten Versuchstiere zeigten sowohl im Verhalten als auch in den Tau-Proteinen gegenüber Kontrolltieren auffällige Unterschiede.
Versuche an Mäusen, denen über sieben Tage hinweg täglich sechs mechanische Schläge auf den Kopf verabreicht wurden, erbrachten sechs Monate danach eine verbreitete Astrogliose, eine Aktivierung der inflammatorischen Zellen des Zentralnervensystems und eine Anreicherung von hyperphosphorylierten Tau-Proteinen. Da diese neuropathologischen Erscheinungen kennzeichnend für CTE sind, liegt nunmehr ein erstes Tiermodell für weitere CTE-Analysen, im Besonderen der Pathophysiologie der CTE, vor.

## Internetquellen
- „What is CTE?“ Boston University CTE Center; abgerufen am 9. Januar 2016
- Dr Ann McKee on CTE. Vortrag anlässlich der Huffines Discussion 2014 der Concussion Legacy Foundation. Dauer: 17:11 min; abgerufen am 11. Januar 2016
- PBS Frontline. Ausführliches Interview mit dem Hall of Famer Harry Carson aus dem Jahr 2013. Dauer: 53:50 min; abgerufen am 31. Januar 2016
- Der hohe Preis des harten Spiels. Hirnverletzungen im US-Football. (Memento vom 3. Februar 2017 im Internet Archive) ZDF Auslandsjournal, Dauer: 7.30 min. Gesendet am 27. April 2016
- „111 N.F.L. Brains. All But One Had C.T.E.“ The New York Times; abgerufen am 25. Juli 2017
- Kontrovers - Die Story: Sportverletzungen - Die Zeitbombe im Kopf  BR Politikmagazin Kontrovers, Dauer: 19 min. Gesendet am 13. Oktober 2021